# Föreningen teknisk information
FTI kan också avse Förpacknings- och tidningsinsamlingen.
Föreningen teknisk information (FTI) är en förening för professionella informatörer med teknik och naturvetenskap som arbetsfält. FTI arbetar för teknisk förståelse. En viktig ambition är att bredda det allmänna medvetandet om teknikens möjligheter och begränsningar. FTI arbetar bland annat för bättre bruksanvisningar, bättre och fylligare "göromålsinstruktioner".
FTI arbetar för kunskapsförmedling och erfarenhetsutbyte genom kurser, konferenser och studiebesök, arbetsgrupper och ett nyhetsblad, Teknikinformatören.
FTI grundades 1964 och har idag runt 450 medlemmar spridda över hela Sverige. De finns i stora som små industrier och i programvaruföretag, samt på konsultföretag specialiserade på teknikinformation. Typiskt kunskapsområde för föreningens medlemmar är "Single source publishing".
Föreningen Teknisk Information är medlem i INTECOM, The International Council for Technical Communication.
Enligt information på webbplatsen heter föreningen sedan 2019 "tekom Sweden", och ingår i "tekom Europe".